# Munster Rugby
Il Munster Rugby è la squadra di rugby a 15 del ramo provinciale di Munster della Irish Rugby Football Union; a livello professistico compete nello United Rugby Championship, campionato riservato alle franchise professionistiche scozzesi, gallesi, irlandesi, italiane e sudafricane, di cui è detentrice del titolo 2023.
Il Munster rugby team si formò nel 1879. La sua vittoria più famosa avvenne circa un secolo più tardi, nel 1978, quando sconfisse gli All Blacks. Fino al 2018 è l'unica squadra di rugby irlandese ad essere riuscita in questa impresa.
Con l'avvento del professionismo nel rugby, all'incirca a metà degli anni '90, Munster ha cominciato a disputare la Heineken Cup. La prima vittoria di Munster in Heineken Cup giunge al termine della stagione 2005-06 quando il team irlandese sconfisse in finale Biarritz per 23 a 19. Il 24 maggio 2008 Munster ha vinto la sua seconda Heineken Cup sconfiggendo in finale Tolosa 16 a 13.
La divisa di casa del Munster è completamente rossa, con la maglia avente rifiniture gialle e bianche. Il logo è formato da tre corone poste a lato della sagoma di un cervo mentre il motto è: "To the brave and faithful, nothing is impossible" (per i coraggiosi e i tenaci niente è impossibile).

## Storia
Fondata nel 1879 Munster ha una tradizione di partite leggendarie soprattutto nei confronti delle nazionali straniere che hanno giocato in casa del team irlandese.
La prima nazionale che fece visita a Munster furono i cosiddetti Original All Blacks guidati da Dev Gallagher, che si batterono contro la squadra irlandese al Markets Field di Limerick nel novembre del 1905. Gli All Blacks vinsero la partita per 33 a 0. Nel corso degli anni Munster collezionò una serie di sconfitte onorevoli, vittorie mancate contro gli Springboks, i Wallabies e gli All Blacks. Il primo risultato positivo contro uno dei tre colossi dell'emisfero sud, accadde nel 1958 quando riuscì a bloccare sul pareggio (3 a 3) gli Australiani al Thomond Park. Undici anni più tardi, il 25 giugno del 1967, capitanati da Tom Kiernan. Munster fu il primo club a riuscire a sconfiggere una delle tre nazionali dell'emisfero sud battendo l'Australia 11 a 8 al Musgrave Park di Cork.

### Le sfide con gli All Blacks
Dopo più di mezzo secolo di sconfitte Munster pareggiò, 3 a 3, per la prima volta con gli All Blacks nel 1973.
Il 31 ottobre 1978 Munster divenne il primo, e fino al 2018 unico team irlandese, a battere gli All Blacks. Questo match, terminato 12 a 0, è diventato ormai parte della leggenda del team, tant'è che attorno a questo match è stata anche creata un'opera teatrale intitolata Alone it stands di John Breen e un libro intitolato Stand Up and Fight: When Munster Beat the All Blacks (In piedi e combattete: quando Munster sconfisse gli All Blacks) di Alan English. Entrambe le opere hanno avuto, ed hanno tutt'oggi, un ampio successo commerciale.
Gli All Blacks tornarono al Thomond Park nel novembre 2008 per prendersi la rivincita in occasione del trentesimo anniversario del match del '78. Questa volta gli All Blacks uscirono vincitori dal campo con il punteggio di 18 a 16.

### I primi anni '90
Nel 1992 l'Australia, allora detentrice della coppa del mondo, venne a far visita a Munster in occasione del tour nelle Old Unions (le isole britanniche). Il team irlandese sconfisse i Wallabies in un durissimo match per 22 a 19. Dieci anni più tardi sul Daily Telegraph Peter Clohessy raccontò meglio la dinamica di questa partita:" L'allora coach dell'Australia Bob Dwyer che non poteva accettare che un piccolo team irlandese potesse segnare più punti della sua squadra, immediatamente identificò il numero 3 di Munster come causa di tutti i mali, apostrofandolo con la parola"disgrazia", ma in realtà Clohessy non era più colpevole di qualsiasi altro giocatore in campo. Fu il tipico match al quale Munster ci ha abituato: duro, ruvido e cruento ma assolutamente memorabile."

### Dalla metà degli anni '90 fino ai primi anni del 2000
Munster raggiunse per la prima volta i quarti di finale nella stagione 1998/99 dopo tre anni consecutivi in cui non riuscì a superare la fase a gironi. La prima finale fu raggiunta nella stagione 1999/2000, quando perse di un solo punto contro Northampton a Twickenham (9 a 8). Ciò nonostante quella stagione fu comunque memorabile, grazie ad una straordinaria vittoria a Bordeaux contro Tolosa per 31 a 25. In semifinale Munster fu opposto allo Stade Francais e vinse di un solo punto. Proprio quel punto che mancò in finale per pareggiare i conti con Northampton.
La stagione seguente Munster incontrò nei quarti i francesi dello Stade Francais battendoli per 16 a 14. L'unica meta del match fu quella realizzata da Anthony Horgan. La semifinale venne disputata contro Castres, ancora una volta Munster uscì vincitore ed ottenne il diritto di disputare la finale contro gli allora detentori del trofeo: i Leicester Tigers. Il team irlandese uscì però sconfitto da quel duro match che, da parte dei tifosi del Munster, è passato alla storia con il nome di "The hand of Back" (la mano di Back), in virtù del fatto che il flanker di Leicester Neil Back utilizzò irregolarmente le mani per impedire il concretizzarsi dell'ultima azione d'attacco del Munster.
Nel 2003 vinse la Celtic League mentre nel 2005 ha vinto la Celtic Cup.
Nel 2006 ha vinto la Heineken Cup imponendosi 23-19 sul Biarritz Olympique.
Nel 2008 ha vinto la Heineken Cup imponendosi 16-13 sullo Stade Toulousain.

## Colori, simboli e logo
La divisa di casa del Munster è completamente rossa, con la maglia avente rifiniture gialle e bianche. Il logo è formato da tre corone poste a lato della sagoma di un cervo mentre il motto è: "To the brave and faithful, nothing is impossible" (per i coraggiosi e i tenaci niente è impossibile).

## Allenatori
- 1879-1994  ...
- 1994-1997  Jerry Holland
- 1997-1998  John Bevan
- 1998-2003  Declan Kidney
- 2003-2005  Alan Gaffney
- 2005-2008  Declan Kidney
- 2008-2012  Tony McGahan
- 2012-2014  Rob Penney
- 2014-2017  Anthony Foley

 Rassie Erasmus
- 2017-2018  Rassie Erasmus
- 2018-  Johann van Graan

## Palmarès
- United Rugby Championship: 4

2002–03, 2008–09, 2010–11, 2022-23
- Celtic Cup: 1

2004-05
- Heineken Cup: 2

2005-06, 2007-08